# Ałdijer Kurszab
Ałdijer Kurszab (kirg. Футбол клубу «Алдиер» Куршаб) – kirgiski klub piłkarski, mający siedzibę we wsi Kurszab, w rejonie Özgön, na zachodzie kraju.

## Historia
Chronologia nazw:
- 1994: Ałdijer Leninskoje (ros. «Алдиер» Ленинское)
- 9.12.2003: Ałdijer Kurszab (ros. «Алдиер» Куршаб)

Piłkarski klub Ałdijer został założony w miejscowości Leninskoje w roku 1994. W 1998 klub startował w rozgrywkach Pucharu Kirgistanu, gdzie dotarł do 1/16 finału. Również w 1998 debiutował w Wyższej Lidze, w której zajął 9.miejsce w grupie południowej i potem występował w rozgrywkach lokalnych oraz startował w Pucharu Kirgistanu.
9 grudnia 2003 roku w związku ze zmianą nazwy miejscowości również klub zmienił nazwę na Ałdijer Kurszab. W latach 2011–2013 zespół trzykrotnie zdobywał mistrzostwo grupy południowej Pierwszej Ligi. W 2013 pokonał mistrza grupy północnej i został absolutnym mistrzem Pierwszej Ligi. W 2014 zespół ponownie zgłosił się do rozgrywek Wyższej Ligi. W swoim pierwszym sezonie po powrocie zajął 5.miejsce w tabeli, jednak przed rozpoczęciem następnego sezonu z powodu finansowych zrezygnował z występów w Wyższej Lidze. W 2015 klub znów zdobywał mistrzostwo grupy południowej Pierwszej Ligi. W 2016 powrócił do Wyższej Ligi.

## Sukcesy

### Trofea międzynarodowe
Nie uczestniczył w rozgrywkach azjatyckich (stan na 31-12-2015).

### Trofea krajowe
| \| \| Zdobyte trofea w rozgrywkach Kirgistanu (stan na: 31-12-2015) \| |                                                               |       |                                                                      |
| Rozgrywki                                                              | Osiągnięcie                                                   | Razy  | Sezon(y)                                                             |
| Mistrzostwo                                                            | I miejsce                                                     | 0     |                                                                      |
| Mistrzostwo                                                            | II miejsce                                                    | 0     |                                                                      |
| Mistrzostwo                                                            | III miejsce                                                   | 0     |                                                                      |
| Mistrzostwo                                                            | 5.miejsce                                                     | 1     | 2014                                                                 |
| Puchar                                                                 | zdobywca                                                      | 0     |                                                                      |
| Puchar                                                                 | finalista                                                     | 0     |                                                                      |
| Puchar                                                                 | 1/4 finału                                                    | 1     | 2014                                                                 |
| II liga                                                                | I miejsce                                                     | 1 (4) | 2011 (gr.płd.), 2012 (gr.płd.), 2013 (gr.płd.), 2013, 2015 (gr.płd.) |
| II liga                                                                | II miejsce                                                    | ?     |                                                                      |
| II liga                                                                | III miejsce                                                   | ?     |                                                                      |
| Kirgistan                                                              | Zdobyte trofea w rozgrywkach Kirgistanu (stan na: 31-12-2015) |       |                                                                      |

## Stadion
Klub rozgrywa swoje mecze domowe na stadionie Centralnym w Kurszabie, który może pomieścić 1500 widzów.